# FC Concordia Basel
Concordia Basel este un club de fotbal din Elveția, cu sediul în Basel. Clubul a fost fondat în 1907. Ei joacă în Swiss Challenge League, stadionul pe care își dispută meciurile de acasă fiind Rankhof Stadium.
Singurul titlu major din istoria clubului este câștigarea Och Cup în 1922, cupă considerată pe atunci echivalentul Cupei Elveției.

## Istorie
În septembrie 2008, Concordia Basel a devenit singurul club de fotbal din Europa de Vest care a obținut semnătura a doi jucători nord coreeni, achiziționându-i pe internaționalii: Kim Kuk-Jin și  Pak Chol-Ryong.